# Kortatu
Kortatu fue un grupo musical español fundado en 1984 en Irún (Guipúzcoa), en el País Vasco, España.
Formaron parte del denominado rock radical vasco y fueron pioneros en introducir el ska en España, siempre con una base punk de fondo. Sus principales influencias fueron los grupos británicos The Clash y The Specials, y el grupo vasco Hertzainak.
Sus letras inicialmente se alternaron entre el castellano y el euskera, para terminar adoptando exclusivamente este último. Aunque mantuvieron una estrecha relación con el movimiento autónomo, nunca ocultaron su simpatía hacia la izquierda abertzale. Por ejemplo, su canción «Sarri, Sarri» está dedicada a la fuga del escritor y preso de ETA Joseba Sarrionandia, tras esconderse en los altavoces utilizados en un concierto de Imanol Larzabal celebrado en la cárcel de Martutene.

## Historia

### Los inicios
Kortatu nació en 1984. El grupo lo formaron los hermanos Fermin (guitarra y voz) e Iñigo Muguruza (bajo y coros), junto a Mattin (batería) después de que los Muguruza acudiesen a un concierto de The Clash en San Sebastián y de The Beat en Bilbao.
Mattin pronto cedió su puesto a Treku Armendariz, quien sería baterista de Kortatu hasta la disolución de la banda. Treku tocaba en un grupo llamado Cremental, que se disolvió cuando sus componentes se trasladaron a Londres. Mattin se fue con ellos a Inglaterra y Treku le sustituyó en Kortatu.
Enseguida grabaron una maqueta con canciones como «Mierda de ciudad» (adaptación del tema «Drinking and Driving» de The Business), «El último ska» o «Hay algo aquí que va mal» (adaptación de «Doesn't make it alright» de The Specials). Su popularidad comenzó a finales de año, cuando entraron en el estudio y grabaron los tres temas que aparecieron en el llamado «Disco de los cuatro» (Soñua, 1985), junto a Cicatriz, Jotakie y Kontuz-Hi!. Los temas fueron «Nicaragua Sandinista», «Mierda de ciudad» y «El último ska de Manolo Rastamán». «Nicaragua Sandinista», la primera canción que escribió Fermin Muguruza, apareció en la lista de «Las mejores 200 canciones del pop-rock español» de la edición española de Rolling Stone en el puesto número 142.

### La popularidad
Durante 1985 Kortatu estuvieron de gira por todo el País Vasco, actuando en numerosos conciertos y festivales multitudinarios. Además comenzaron a salir del circuito vasco, tocando en Madrid y Barcelona. El 31 de mayo actuaron en la cárcel de Martutene junto a Barricada. Unos meses más tarde (el 7 de julio), Joseba Sarrionandia e Iñaki Pikabea se fugaron de esa prisión escondidos en un altavoz tras un concierto de Imanol Larzabal. Barricada y Kortatu fueron acusados (aunque nunca se les llegó a denunciar) de preparar la fuga de los dos presos, por lo que se les prohibió volver a tocar en ninguna prisión a partir de entonces. Más tarde, los de Irún, versionaron a Toots and the Maytals y su "Chatty, Chatty" para hacer «Sarri, Sarri», celebrando la huida de los dos presos.
A mediados de año volvieron a los estudios Tsunami en San Sebastián, donde grabaron su primer LP: Kortatu (Soñua, 1985). Para la mayor parte de las canciones del álbum utilizaron el castellano, excepto en los temas «Sarri, Sarri» y «Zu atrapatu arte», que se cantaron en euskera. Además aparecía «Jimmi Jazz», una adaptación de la canción de The Clash. El disco les llevó a codearse con bandas locales como La Polla Records, Hertzainak o Zarama, y fue elegido disco del año por la revista musical Muskaria y por los periódicos Egin y El Diario Vasco. Ese año llegaron a tocar delante de 15.000 personas.
En 1986 comenzaron a girar por Europa (Suiza, Alemania y Países Bajos) y grabaron dos referencias más. La primera fue el maxisencillo A la calle (Soñua, 1986), donde aparecieron tres temas: «Hay algo aquí que va mal», «A la calle» y el primer dub que se realizó en España: «Desmond dub», remezcla del tema «Desmond Tutu» de su primer LP. En septiembre entraron en los estudios Elkar y grabaron su segundo LP, El estado de las cosas (Soñua, 1986). El espíritu festivo de su primer LP estaba presente («Equilibrio», «Cartel en el casco viejo de Bilbao» o «Aizkolari»), pero empezó a difuminarse, algo que dejaron ver canciones como «9 zulo», «Nivel 30», «El estado de las cosas» u «Hotel Monbar». Como el anterior, casi todos los temas estaban cantados en castellano. Aparecieron como colaboradores Jabier Muguruza (acordeón en «Jaungoikoa eta Lege Zarra»), Xabier Montoia (cantante del grupo M-ak, en «9 zulo») o Josetxo Silguero (saxo en «Equilibrio»). En este año rompieron definitivamente las fronteras del País Vasco y se asentaron sus giras por todo el territorio español y varios países de Europa.
Durante 1987 se dedicaron a girar sin parar, tocando en toda España y realizando una nueva gira europea que les llevó a Francia y, de nuevo, a Suiza y Alemania. Se convirtieron en uno de los grupos españoles que más había tocado por Europa; muestra de ello es un recopilatorio editado exclusivamente para su distribución europea: A Frontline Compilation (Red Rhino-Organik, 1988).

### La disolución
En 1988 Kortatu editaron su tercer LP Kolpez kolpe (Oihuka, 1988), esta vez cantado íntegramente en euskera. Lo grabaron en los estudios IZ, y aparece Kaki Arkarazo (guitarrista de M-ak) como productor y técnico de sonido. El sonido evolucionó desde los dos primeros discos (apareció una nutrida sección de vientos) y ya se podía intuir lo que serían Negu Gorriak. Volvieron a aparecer múltiples colaboraciones, como Yul (de RIP, guitarra en «Makurtu gabe»), Mikel Laboa (voz en «Ehun ginen») y de nuevo Jabier Muguruza (acordeón en «Platinozko sudurrak»).
A la gira posterior por Europa se incorporó Kaki Arkarazo como segundo guitarrista. Dieron un total de 280 conciertos en sus cuatro años de existencia. En el último de ellos (un primero de octubre en Pamplona) grabaron lo que sería su canto de cisne, el doble LP en directo Azken guda dantza (Nola!, 1988), que está considerado como uno de los mejores discos en directo del mundo por la revista punk estadounidense Maximumrocknroll.
Tras la separación del grupo en 1988, los hermanos Fermin e Iñigo Muguruza formaron Negu Gorriak junto a Kaki Arkarazo. En 1997 Fermin Muguruza inició una carrera en solitario. Iñigo, al disolverse Kortatu, pasó a formar parte de Delirium tremens como guitarrista. Estando en Negu Gorriak formó el combo Joxe Ripiau y, posteriormente, el grupo Sagarroi, que se despidió en marzo del año 2010 a través de su página web. Treku se retiró de la música (después de formar parte de Les Mecaniciens, junto a Jabier Muguruza) y Kaki formó parte de Negu Gorriak y Nación Reixa. Desde la disolución de estos dos grupos ha trabajado como productor discográfico y técnico de sonido.

### El libro
En diciembre de 2013 se publicó El estado de las cosas de Kortatu: lucha, fiesta y guerra sucia (Lengua de Trapo, 2013), libro escrito por Roberto Herreros e Isidro López que propone un análisis del contexto histórico en el que se desarrolló el rock radical vasco.

## Miembros
- Fermin Muguruza: guitarra y voz.
- Iñigo Muguruza: bajo, guitarra y voz.
- Treku Armendariz: batería.

## Discografía

### Álbumes
| Año  | Título                              | Discográfica      | Notas |
| 1985 | Kortatu/Cicatriz/Jotakie/Kontuz-Hi! | Soñua             | Disco compartido con Cicatriz, Jotakie y Kontuz-Hi!. Reeditado en CD por Oihuka en 2000. |
| 1985 | Kortatu                             | Soñua             | Primer álbum del grupo. En la reedición en CD (Oihuka, 1998) se incluyeron dos canciones extra: «Mierda de ciudad» y «El último ska». |
| 1986 | El estado de las cosas              | Soñua             | En la reedición en CD (Oihuka, 1998), se incluyeron las canciones del maxisencillo A la calle. |
| 1988 | A Frontline Compilation             | Red Rhino-Organik | Recopilatorio para su distriubución en Europa, reeditado en España en CD por Oihuka en 1998. |
| 1988 | Kolpez kolpe                        | Oihuka            | Reeditado en CD por Esan Ozenki en 1998. |
| 1988 | Azken guda dantza                   | Nola!             | Doble LP en directo. En la reedición en CD (Esan-Ozenki, 1992) desaparecen los pitidos censores que se escuchaban en el tema «Aizkolari». En esta edición también se descubre que el personaje oculto que aparecía en el encarte de El estado de las cosas era Juan Carlos I. |

### Singles y EP
| Año  | Título                                    | Discográfica | Notas                                                                                                   |
| 1986 | A la calle                                | Soñua        | Maxisencillo con 3 canciones.                                                                           |
| 1988 | «After boltxebike» / «Maritxu Nora zoaz»  | Oihuka       | Segundo sencillo de Kolpez kolpe. Cara B exclusiva.                                                     |
| 1988 | «After boltxebike» / «Oker nago»          | Bondage      | sencillo de distribución europea por el sello francés Bondage.                                          |
| 1988 | «Nicaragua sandinista» / «Ehun ginen»     | Nola!        | Sencillo en directo de Azken guda dantza. «Ehun ginen» es una cara B exclusiva, no editada en el álbum. |
| 1989 | «Kolpez kolpe» / «El estado de las cosas» | Nola!        | Tercer sencillo de Azken guda dantza.                                                                   |